# 封鎖 (小說)
《封鎖》是小說家張愛玲撰寫的一篇短篇小說。

## 故事背景
講述一對男女在電車中相愛又分開的故事。

## 出版
台灣皇冠出版社為紀念出版70週年，在2016年2月推出了這本小說的正體字單行本。

## 外部連結
- 張愛玲《封鎖》賞析 （页面存档备份，存于）